# Речи Хакона
«Речи Хакона» (норв. Hákonarmál) — поэма, созданная вскоре после 960 или 961 года норвежским скальдом Эйвиндом Погубителем Скальдов. Представляет собой хвалебную песнь в эддическом стиле, прославляющую конунга Хакона Доброго (Хакона Воспитанника Адальстейна), погибшего в битве со своими племянниками при Фитьяре. Автор рассказывает, как верховный бог Один посылает за конунгом-христианином валькирий. Хакон упрекает посланниц за то, что они не присудили ему победу в бою, но в итоге отправляется в Валгаллу и смиряется со своей участью. По словам Эйвинда, люди вечно будут славить Хакона, потому что не было конунга, подобного ему.
«Речи Хакона» написаны «диалогическим размером». Они стали важным источником материала для «Саги о Хаконе Добром» («Круг Земной») и сохранились в составе этого произведения. Автор статьи об Эйвинде в «Большой норвежской энциклопедии» отмечает, что в «Речах» поэт раскрывает тему с силой и пафосом. Образцом для Эйвинда в этом случае послужила эддическая поэма «Речи Эйрика».